# Rada lidových představitelů

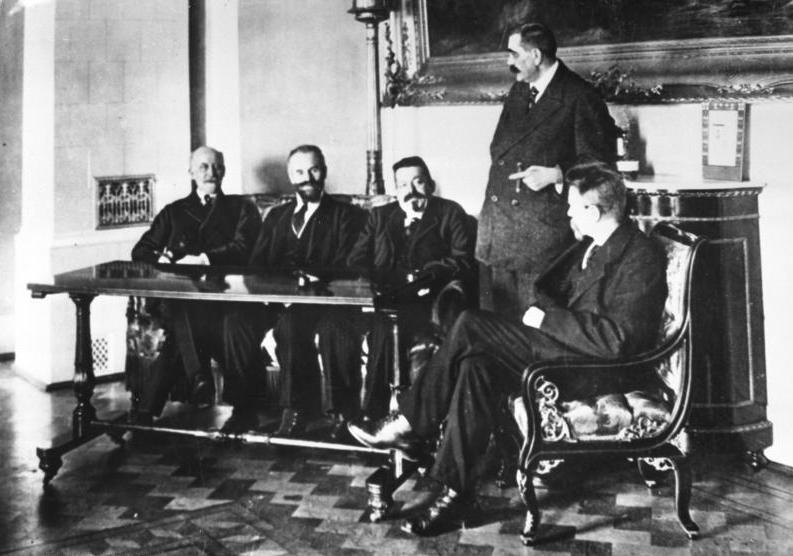
Rada lidových představitelů v roce 1919, zleva Philipp Scheidemann, Otto Landsberg, Friedrich Ebert, Gustav Noske a Rudolf Wissell

Rada lidových představitelů (německy Rat der Volksbeauftragten, česky také rada lidových zástupců nebo rada lidových zmocněnců) byla dočasná správní vláda na území Německé říše. Vznikla po pádu monarchie na počátku listopadové revoluce v listopadu 1918 a činnost ukončila v únoru 1919 po spolkových volbách. I přes krátké trvání dosáhla několika úspěchů, především přistoupila 11. listopadu 1918 na příměří z Compiègne, které vedlo ke konci první světové války. Rada lidových představitelů uspořádala 19. ledna 1919 volby a dále se snažila o stabilizaci hospodářství v říši. Složena byla zpočátku z členů Sociálně demokratické strany Německa (SPD) a Nezávislé sociálně demokratické strany Německa (USPD), později pouze z členů SPD.

## Vznik
Rada lidových představitelů vznikla 10. listopadu 1918 v rané fázi německé listopadové revoluce poté, co v Německé říši padla monarchie a v době, kdy se blížil neodvratný konec první světové války. Vznikla jako bezprostřední reakce na mohutné shromáždění dělníků a vojáků v Berlíně a dalších německých městech, kteří protestovali za konec války a za lepší životní a pracovní podmínky. Vyhrocená situace v Německu, rozsáhlé demonstrace a povstání proti vládním autoritám napříč celým Německem si vynutily rychlé jednání, jehož cílem bylo ustanovit dočasnou správní vládu v říši. 9. listopadu 1918 předal poslední monarchistický říšský kancléř Maxmilián Bádenský vládu do rukou Friedricha Eberta, čelnému představiteli umírněné Sociálně demokratické strany Německa (SPD). Sám Maxmilián Bádenský věřil, že Ebert je schopen čelit nepokojům a především chtěl zabránit hrozící socialistické revoluci ze strany radikálních socialistů.
Ebert se stal 9. listopadu prvním říšským kancléřem po pádu monarchie a do dočasné správní vlády přizval také zástupce radikálnější Nezávislé sociálně demokratické strany Německa (USPD). To vedlo ke vzniku Rady lidových představitelů, která se skládala ze šesti členů. Tři členové (Friedrich Ebert, Philipp Scheidemann a Otto Landsberg) byli zástupci Sociálně demokratické strany Německa a tři členové (Hugo Haase, Wilhelm Dittmann a Emil Barth) byli zástupci Nezávislé sociálně demokratické strany Německa. Společnými předsedy koalice SPD a USPD byli Ebert s Haasem. Rada neměla oficiálně nijak rozdělené funkce, Ebert neformálně odpovídal za záležitosti obrany a vnitra. Vzhledem k tomu, že rada nedisponovala žádnou civilní službou, musela využít stávajícího byrokratického systému. Když předal Maxmilián Bádenský vládu do rukou Eberta, zůstali ve svých funkcích všichni členové vlády Maxmiliána Bádenského. Ebert později nahradil mnohé členy novými politiky z řad SPD. Formálně tak zůstali ve vládě několik týdnů nebo měsíců někteří vysocí vládní představitelé, například Heinrich Schëuch, pruský ministr války nebo Wilhelm Solf, ministr zahraničí.
Rada lidových zástupců přistoupila 11. listopadu 1918 na příměří z Compiègne, které definitivně ukončilo válku. Nicméně již dříve, 6. listopadu 1918, byl vyslán německý vyslanec Matthias Erzberger do Compiègne Maxmiliánem Bádenským, aby o příměří vyjednával. Telegram s instrukcemi pro Erzbergera o podpisu příměří 10. listopadu byl odeslán Maxmiliánem Bádenským po zasedání říšské vlády a ještě před vznikem Rady lidových zástupců.

## Reformy
12. listopadu 1918 vydala rada prohlášení An das deutsche Volk (Německému lidu), které zahrnovalo následujících devět bodů upravujících poměry v Německé říši:
- Byl zrušen stav ohrožení státu.
- Svoboda shromažďovaní a sdružování nepodléhala žádnému omezení, což platilo i pro úředníky.
- V říši byla zakázána cenzura a byla zrušena cenzura divadelních her.
- Povolena svoboda projevu v ústní i písemné podobě.
- Povolena svoboda náboženského vyznání.
- Přijata amnestie pro všechny politické vězně a byly zrušeny veškeré politické procesy.
- Byly zrušen zákon Gesetz über den vaterländischen Hilfsdienst. Zrušení tohoto zákoda dalo základ tomu, že všichni lidé, jež byli způsobilí ke službě v armádě, mohli být zaměstnáni ve strategických odvětvích.
- Bylo zrušeno ustanovení Gesindeordnung, které dříve upravovalo některé podmínky týkající se služby guvernantek, domácího služebnictva, chův a dalších pracovníků především v zemědělství.
- Pravidla ochrany zaměstnanců, která byla odvolána s příchodem války, byla obnovena.

Rada se zavázala do 1. ledna 1919 přijmout některé další sociální reformy. To zahrnovalo především zajištění dostatečného množství pracovních míst nebo zajištění podpory v nezaměstnanosti, na které se měly kromě říše podílet také jednotlivé obce. Měl být také navýšen strop zdravotního pojištění a nedostatek ubytovacích kapacit měl být zmírněn podporou bydlení. Plánované reformy také zahrnovaly pravidelnou distribuci potravin pro obyvatele. Vláda se zasadila o udržení řádné výroby, osobní svobody a bezpečnosti. Veškeré volby, včetně těch do ústavodárného národního shromáždění, měly být přímé, rovné a tajné a měly využívat poměrný volební systém. Voleb měl právo účastnit se každý občan starší 20 let bez ohledu na pohlaví.
15. listopadu 1918 jmenovala rada říšským ministrem vnitra právníka a levicového liberálního politika Hugo Preuße, jehož úkolem bylo sepsat novou ústavu republiky.
Rada lidových zástupců zorganizovala ve dnech 16. až 20. prosince 1918 kongres na Lipském náměstí v Berlíně, kde se mimo jiné dohodla na uspořádání spolkových voleb 19. ledna 1919. Kromě toho přijala rezoluci s názvem Hamburger Punkte, v níž byly zdůrazněny některé revoluční požadavky, které se promítly zejména do fungování armády. 18. prosince se také vláda dohodla na tom, že podle socialistické ideologie dojde k přijetí některých opatření, která budou mít vliv na důležitá odvětví. V tomto smyslu však nebyly nakonec žádné kroky podniknuty, SPD byla zaneprázdněna především dodávkami potravin a obávala se, že by nějaká případná iniciativa mohla ohrozit průmyslovou produktivitu. Vláda také měla mnoho práce s demilitarizací a se začleněním osmi miliónů vojáků do civilního života. S přicházející zimou se snažila zajistit dostatečné množství potravin a uhlí. Kromě toho v říši hrozilo narušení územní celistvosti státu separatisty z Porýní a také z Polska v rámci blížícího se Velkopolského povstání.
29. prosince 1918 radu opustili členové Nezávislé sociálně demokratické strany Německa. Sporem se stal vojenský zásah na popud SPD při Vánočním povstání námořníků v Berlíně 24. prosince 1918. Tomu předcházel pakt uzavřený mezi Ebertem a generálem Wilhelmem Groenerem, ve kterém se Groener zavázal vojensky zasáhnout v případě velkých demonstrací a nepokojů. Po odchodu všech třech zástupců USPD byla rada doplněna o dva nové členy z SPD, jimiž se stali Gustav Noske a Rudolf Wissell. Neformálně měl Noske na starosti záležitosti týkající se armády a obrany a Wissel spravoval ekonomické záležitosti. Poté, co byla rada složena jen z členů SPD, byla vláda označována jako Reichsregierung (doslova říšská národní vláda) a od názvu rada lidových představitelů bylo upuštěno. Vláda uspořádala 19. ledna 1919 spolkové volby.

## Zánik
Rada lidových představitelů zanikla 13. února 1919 po volbách do národního shromáždění. Následována byla vládou říšského ministerského předsedy Philippa Scheidemanna, jenž byl jmenován Ebertem. Friedricha Eberta následně zvolilo národní shromáždění prvním prezidentem Německé říše.

## Členové rady
| Č. | Jméno               | Nástup do úřadu    | Odchod z úřadu    | Strana | Poznámky                                            |
| -- | ------------------- | ------------------ | ----------------- | ------ | --------------------------------------------------- |
| 1. | Friedrich Ebert     | 10. listopadu 1918 | 11. února 1919    | SPD    | Spolupředseda rady do 13. února 1919                |
| 2. | Hugo Haase          | 10. listopadu 1918 | 29. prosince 1918 | USPD   | Spolupředseda rady do 29. prosince 1918, rezignoval |
| 3. | Philipp Scheidemann | 10. listopadu 1918 | 11. února 1919    | SPD    | Spolupředseda rady od 29. prosince 1918             |
| 4. | Wilhelm Dittmann    | 10. listopadu 1918 | 29. prosince 1918 | USPD   | Rezignoval                                          |
| 5. | Otto Landsberg      | 10. listopadu 1918 | 11. února 1919    | SPD    |                                                     |
| 6. | Emil Barth          | 10. listopadu 1918 | 29. prosince 1918 | USPD   | Rezignoval                                          |
| 7. | Gustav Noske        | 29. prosince 1918  | 11. února 1919    | SPD    |                                                     |
| 8. | Rudolf Wissell      | 29. prosince 1918  | 11. února 1919    | SPD    |                                                     |